# تپه سگزناب
تپه سگزناب در شهرستان تاکستان، بخش ضیاءآباد، روستای سگزناب واقع شده و این اثر در تاریخ ۱۱ شهریور ۱۳۸۲ با شمارهٔ ثبت ۹۷۹۷ به‌عنوان یکی از آثار ملی ایران به ثبت رسیده است.